# Agenesia
Agenesia é a ausência completa ou parcial de um órgão ou tecido em seu estágio embriológico, podendo afetar posteriormente a criatura na sua fase pós-natal. Como exemplos de agenesias podem-se destacar a renal, a vaginal e a dentária, entre outras. Em alguns casos, a agenesia de algum órgão pode não ser compatível com a vida, como na anencefalia ou na agenesia pulmonar.